# Nesomins
Els nesomins (Nesomyinae) són una subfamília de rosegadors de la família dels nesòmids. Inclouen unes 25 espècies repartides en 9 gèneres, totes endèmiques de Madagascar, on són els únics muroïdeus no introduïts. Els nesomins ocupen una gran nombre d'hàbitats i han desenvolupat una enorme varietat de fesomies. Hypogeomys antimena, el representant més gros d'aquest grup, té un aspecte i un comportament similars als dels conills, però també n'hi ha espècies que recorden els jerbus petits, els arvicolins o les rates.